# Rio Muricizal
Rio Muricizal är ett vattendrag i Brasilien.   Det ligger i delstaten Tocantins, i den centrala delen av landet, 1 000 km norr om huvudstaden Brasília.
Omgivningarna runt Rio Muricizal är huvudsakligen savann. Runt Rio Muricizal är det mycket glesbefolkat, med 6 invånare per kvadratkilometer.